# Pleistodontes
Pleistodontes Saunders, 1882 è un genere di insetti imenotteri della famiglia Agaonidae.

## Distribuzione e habitat
Il genere è diffuso in Australia, Nuova Guinea e alcune isole adiacenti (tra cui la Nuova Caledonia). Alcune specie come Pleistodontes imperialis e Pleistodontes froggatti sono state introdotte in Nuova Zelanda, Israele, in California e nelle Hawaii.

## Tassonomia
Il genere comprende le seguenti specie:
- Pleistodontes addicotti Wiebes, 1991
- Pleistodontes anchorus Lopez-vaamonde, Dixon and Cook, 2002
- Pleistodontes astrabocheilus Lopez-Vaamonde, Dixon and Cook, 2002
- Pleistodontes athysanus Lopez-Vaamonde, Dixon and Cook, 2002
- Pleistodontes blandus Wiebes, 1963
- Pleistodontes claviger (Mayr, 1885)
- Pleistodontes cuneatus Wiebes, 1990
- Pleistodontes deuterus Lopez-Vaamonde, Dixon and Cook, 2002
- Pleistodontes froggatti Mayr, 1906
- Pleistodontes galbinus Wiebes, 1977
- Pleistodontes greenwoodi (Grandi, 1928)
- Pleistodontes immaturus Wiebes, 1963
- Pleistodontes imperialis Saunders, 1882
- Pleistodontes longicaudus Wiebes, 1977
- Pleistodontes macrocainus Lopez-Vaamonde, Dixon and Cook, 2002
- Pleistodontes mandibularis Wiebes, 1977
- Pleistodontes nigriventris (Girault, 1915)
- Pleistodontes nitens (Girault, 1915)
- Pleistodontes plebejus Wiebes, 1963
- Pleistodontes proximus Wiebes, 1990
- Pleistodontes regalis Grandi, 1952
- Pleistodontes rennellensis Wiebes, 1968
- Pleistodontes rieki Wiebes, 1963
- Pleistodontes rigasamos Wiebes, 1991
- Pleistodontes schizodontus Lopez-Vaamonde, Dixon and Cook, 2002
- Pleistodontes xanthocephalus Lopez-Vaamonde, Dixon and Cook, 2002